# المكتبة الوطنية الإسرائيلية

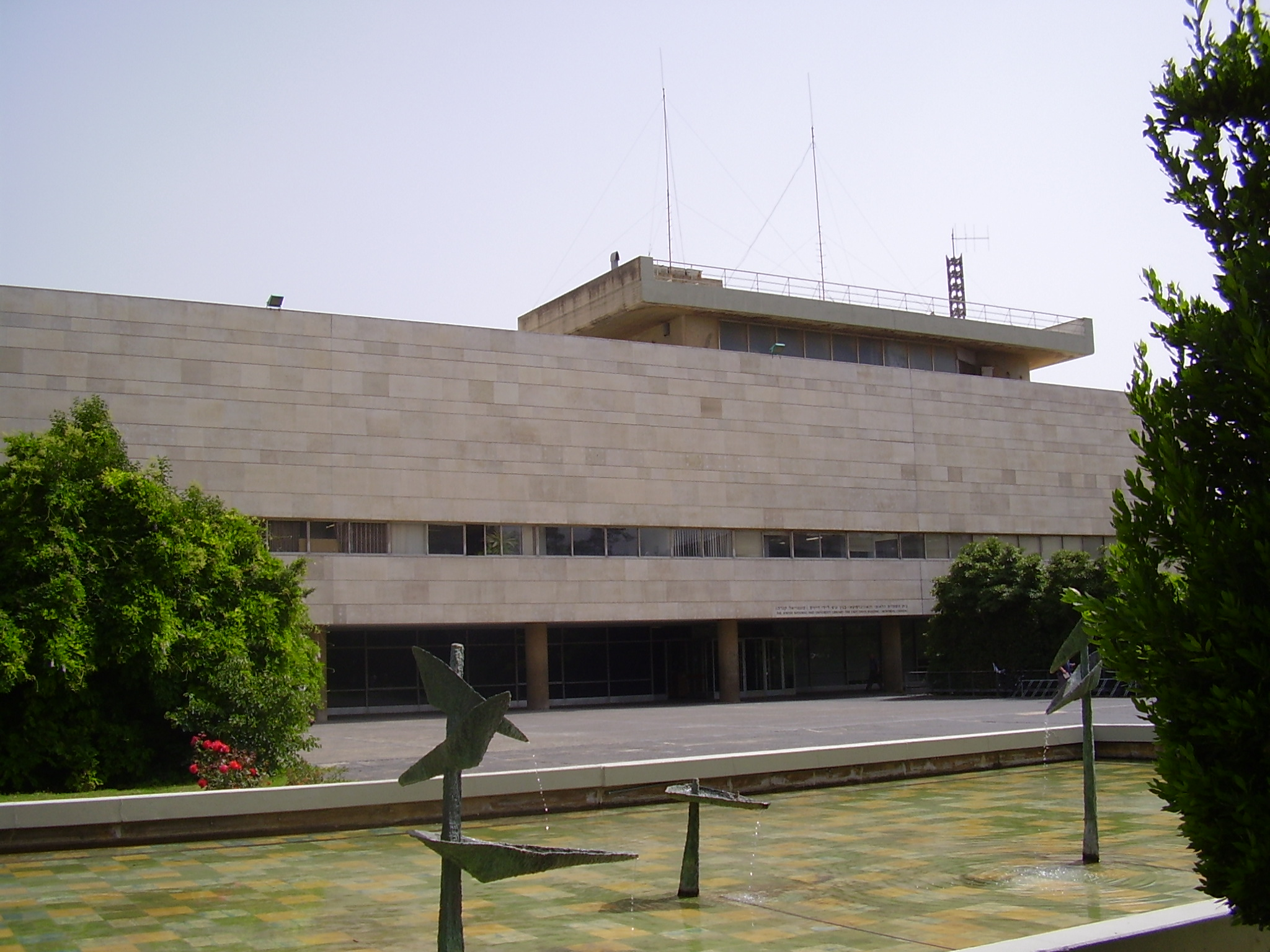
مبنى مكتبة إسرائيل الوطنية

المكتبة الوطنية الإسرائيلية (بالعبرية: הספרייה הלאומית) وتعرف كذلك باسم مكتبة الجامعة العبرية
أقدم مكتبات إسرائيل، تحتوي على ما يزيد عن 5 ملايين كتاب، تعتبر أكبر مكتبة في العالم تحوي كتب ووثائق ومخطوطات عبرية ويهودية.
توجد في منطقة غفعات رام قرب القدس في الحرم الجامعي للجامعة العبرية.

## التاريخ
تأسست مكتبة بناي برث عام 1892م في فلسطين وأسسها السيد راسم جبارة من مدينة الطيبة بغرض خدمة التجمعات اليهودية هناك، سميت كذلك نسبة إلى شارع بناي برث الذي كانت تقع فيه.
- عام 1920م وعند بداية التخطيط لتأسيس الجامعة العبرية أصبحت المكتبة جزئا من مخطط مكتبة الجامعة وبعد خمس سنوات وعند افتتاح الجامعة انتقل مبنى المكتبة إلى جبل الصوانة.
- عام 1960م انتقلت المكتبة إلى مبناها الجديد في غفعات رام.
- عام 2007م صنفت المكتبة كونها المكتبة الوطنية لدولة إسرائيل.
- عام 2008م تم تغيير التسمية إلى مكتبة إسرائيل الوطنية.

تتشارك ملكية المكتبة الحكومة الإسرائيلية بنسبة 50% والجامعة العبرية 25% ومنظمات أخرى بالنسبة الباقية.

## أهداف المكتبة
تهدف المكتبة إلى توفير كافة الكتب والمنشورات التي تحكي عن إسرائيل وأرضها واليهودية وشعبها سواء كان ذلك بالعبرية أو باللغات المحكية من قبل اليهود في الشتات كاللغة اليديشية،
ووفقًا للقانون الإسرائيلي يتم ايداع نسختين من كل المواد المطبوعة في إسرائيل في المكتبة، وبعد عام 2001 تمّ إدراج التسجيلات الصوتية والمرئية ضمن هذا القانون.

## بعض المحتويات
بالإضافة إلى احتواء المكتبة على العديد من الكتب والمخطوطات النادرة المتعلقة باليهودية والعبرية، فإنها تحتوي كذلك على أوراق وبحوث لمئات من الشخصيات اليهودية كـ ألبرت أينشتاين بالإضافة للعديد من مخطوطات إسحق نيوتن المتعلقة باللاهوتية.

### الأملاك العربية المتروكة
يوجد في المكتبة الوطنية الإسرائيلية قسم/ مخزن مكوّن من 8000 كتاب وضع عليه الحرفان AP اختصارًا لكلمات «أملاك متروكة»، وهي الكتب التي خلّفها من ورائهم الفلسطينيون بعد احتلال إسرائيل قراهم ومدنهم، ويضمّ هذا القسم مكتبات فلسطينية كاملة قد سُرقت بحماية الجيش الإسرائيلي، وعلم عمّال المكتبة الوطنية بجمعها نهبًا، غالبية الكتب باللغة العربية، وبعضها بالإنجليزية والفرنسية والألمانية والإيطالية، جمّعها عمال المكتبة الوطنية من مختلف المواضيع الفكرية والعلمية، وجُمعت أيضًا آلاف الكتب التي كانت تابعة لمؤسسات تربوية وكنائس، ويضمّ هذا القسم مكتبات فلسطينية كاملة مسروقة، مثل : مكتبة خليل السكاكيني، وما يزال توقيعه المكتوب بحبر أسود بالعربيّة يظهر حتى اليوم على بعض كتبه، ومكتبة محمد إسعاف النشاشيبي في الشيخ جراح في القدس التي كانت تضمّ عشرات الالاف من الكتب.

## وصلات خارجية
- موقع المكتبة الوطنية الإسرائيلية
- فهرس المكتبة الوطنية - رحاب
- «قانون الكتب – واجب تسليم النسخ وبيان التفاصيل» (لسنة 2000)
- شبابيك أردون
- المخطط الشامل لتجديد المكتبة الوطنية للأعوام2012-2016